# Leonel de los Santos
Leonel de los Santos Núñez (* 14. Dezember 1994 in Santo Domingo) ist ein dominikanischer Boxer.

## Karriere
Leonel de los Santos ist rund 1,70 m groß und stammt aus dem Stadtviertel Los Mina von Santo Domingo. Im September 2013 gewann er die Silbermedaille im Halbfliegengewicht bei den Panamerikameisterschaften in Chile. Nach Siegen gegen Álvaro Vargas, Jose Alberto Zaleta und Yuberjen Martínez, verlor er im Finale gegen Patrick Lourenço.
Nachdem er im Mai 2014 das erste Qualifizierungsturnier gewonnen hatte, nahm er im November 2014 an den Zentralamerika- und Karibikspielen in Mexiko teil. Dort gewann er die Goldmedaille im Halbfliegengewicht mit Siegen gegen David Jiménez, Joselito Velásquez und Yuberjen Martínez.
Im Juni 2015 qualifizierte er sich bei den Ausscheidungskämpfen in Mexiko für die Panamerikanischen Spiele 2015 in Kanada, wo er im ersten Kampf gegen Antonio Vargas ausschied. Im August 2015 nahm er an den Panamerikameisterschaften in Venezuela teil und besiegte Jeyvier Cintrón, ehe er im Viertelfinale an Yosvany Veitía scheiterte.
Beim amerikanischen Olympiaqualifikationsturnier im März 2016 in Argentinien kam er gegen Antonio Vargas, Yoel Finol und David Jiménez ins Finale, womit er sich für die Olympischen Spiele 2016 in Brasilien qualifizierte. Dort verlor er dann seinen ersten Kampf im Fliegengewicht gegen Yoel Finol, der sich bei der weltweiten Olympiaqualifikation nachnominiert hatte.
Im Juni 2017 gewann er im Bantamgewicht die Panamerikameisterschaften in Honduras. Auf dem Weg zum Titel besiegte er dabei Carlos Silva, John Martinez, Cristofer Flores und Javier Ibáñez. Er war damit für die Weltmeisterschaften 2017 in Hamburg qualifiziert, wo er gegen Kurt Walker und Raffaele Di Serio ins Viertelfinale einzog und dort gegen Peter McGrail ausschied.
Bei den Zentralamerika- und Karibikspielen 2018 in Barranquilla unterlag er im Halbfinale gegen Lázaro Álvarez und gewann Bronze. Diesem unterlag er auch im Finale der Panamerikanischen Spiele 2019 in Peru und gewann damit die Silbermedaille. Im Halbfinale hatte er Luis Cabrera besiegt. Bei den Weltmeisterschaften 2019 in Jekaterinburg schied er im Viertelfinale gegen Howhannes Batschkow aus.
Bei den 2021 in Tokio ausgetragenen Olympischen Spielen schied er in der Vorrunde gegen Bahodur Usmonow aus.

### Auswahl von internationalen Turniersiegen
- Februar 2017: Independence Cup in der D. Republik mit Siegen gegen Luis Marco Feliz, Jose Luis Rodriguez und Angel Gabriel Martinez
- Juni 2016: Giraldo Córdova Cardín Turnier in Kuba mit Siegen gegen Bignote Arnolis Taylor, Mohamed Flissi, Yoel Finol und Hu Jianguan
- April 2015: José “Cheo” Aponte Turnier in Puerto Rico mit Siegen gegen Luis Concepción, Juan Camacho und Julião Neto
- Februar 2014: Independence Cup in der D. Republik mit Siegen gegen Harold Lopez, Leroy Davila, Erick Lopez und Junior Antonio Almonte
- November 2013: Copa Romana in der D. Republik mit Siegen gegen Harold Lopez und Mario Cepeda

### WSB
Seit 2017 boxt er für das Team Colombia Heroicos in der World Series of Boxing (WSB). Er verlor seinen ersten Kampf gegen den Kubaner Javier Ibañez, gewann jedoch den Rückkampf und besiegte auch Jose Diaz aus Venezuela.